# Aeroporto Internacional de Lilongué
O Aeroporto Internacional de Lilongué (em inglês: Lilongwe International Airport) (IATA: LLW, ICAO: FWKI) é o aeroporto que serve a cidade de Lilongué, capital do Maláui. Também conhecido por Aeroporto Internacional Kamuzu.

## Destinos
| Companhias            | Destinos                                               |
| --------------------- | ------------------------------------------------------ |
| Air Malawi            | Blantyre - Dar Es Salã - Harare - Joanesburgo - Lusaca |
| Air Zimbabwe          | Harare                                                 |
| Ethiopian Airlines    | Adis Ababa                                             |
| Kenya Airways         | Lusaca, Nairóbi                                        |
| Zambezi Airlines      | Lusaca                                                 |
| South African Airways | Joanesburgo                                            |